# Acide 2-aminomuconique-6-semialdéhyde
L’acide 2-aminomuconique-6-semialdéhyde est un composé chimique de formule HOOC–C(NH2)=CH–CH=CH–CHO. C'est un métabolite de la dégradation du tryptophane chez les mammifères. Il intervient dans la voie de la kynurénine, laquelle prend place dans la biosynthèse du NAD+ chez tous les eucaryotes.
L'acide 2-aminomuconique-6-semialdéhyde est converti en acide 2-aminomuconique par l'aminomuconate-semialdéhyde déshydrogénase (EC 1.2.1.32), faute de quoi il se transforme spontanément en acide picolinique.